# Ane Appelkvist Stenseth
Ane Appelkvist Stenseth (2 marzo 1995) è una fondista norvegese.

## Biografia
Attiva in gare FIS dal gennaio del 2012, la Stenseth ha esordito in Coppa del Mondo il 2 dicembre 2017 a Lillehammer (39ª) e ai Campionati mondiali a Oberstdorf 2021, dove si è classificata 5ª nella sprint.

## Palmarès

### Coppa del Mondo
- Miglior piazzamento in classifica generale: 33ª nel 2023